# Maren Busch
Maren Busch (* 3. August 1996 in Diez) ist eine deutsche Kommunalpolitikerin (parteilos).
Busch absolvierte 2017 einen Bachelorstudiengang in Wirtschaftspsychologie mit den Schwerpunkten Personal- und Organisationspsychologie. 2019 übernahm sie die Personalleitung in der Limburger Immobilienmanagementgesellschaft GPEP GmbH.
Am 6. November 2022 wurde Busch mit 52 % der Stimmen zur Bürgermeisterin der Verbandsgemeinde Diez gewählt. Ihr Vorgänger Michael Schnatz (SPD) erreichte 24,4 % der Stimmen. Die Wahlbeteiligung lag bei 37,5 %.
Sie trat das Amt am 1. Juni 2023 an. Maren Busch ist aktuell die jüngste hauptamtliche Bürgermeisterin Deutschlands.
Busch ist evangelischer Konfession, in Birlenbach aufgewachsen und wohnt in Diez an der Lahn.